# Comuna Ljubešćica, Varaždin
Ljubešćica este o comună în cantonul Varaždin, Croația, având o populație de 1.858 de locuitori (2011).

## Demografie
Componența etnică a comunei Ljubešćica
     Croați (99,14%)
     Necunoscut (0,11%)
     Neclasificat (0,32%)
Componența confesională a comunei Ljubešćica
     Catolici (98,55%)
     Necunoscută (0,75%)
     Alte religii (0,7%)
Conform recensământului din 2011, comuna Ljubešćica avea 1.858 de locuitori. Din punct de vedere etnic, majoritatea locuitorilor (99,14%) erau croați. Apartenența etnică nu este cunoscută în cazul a 0,11% din locuitori. Din punct de vedere confesional, majoritatea locuitorilor (98,55%) erau catolici. Pentru 0,75% din locuitori nu este cunoscută apartenența confesională.